# Papyrus (papier)
Pour les articles homonymes, voir papyrus.

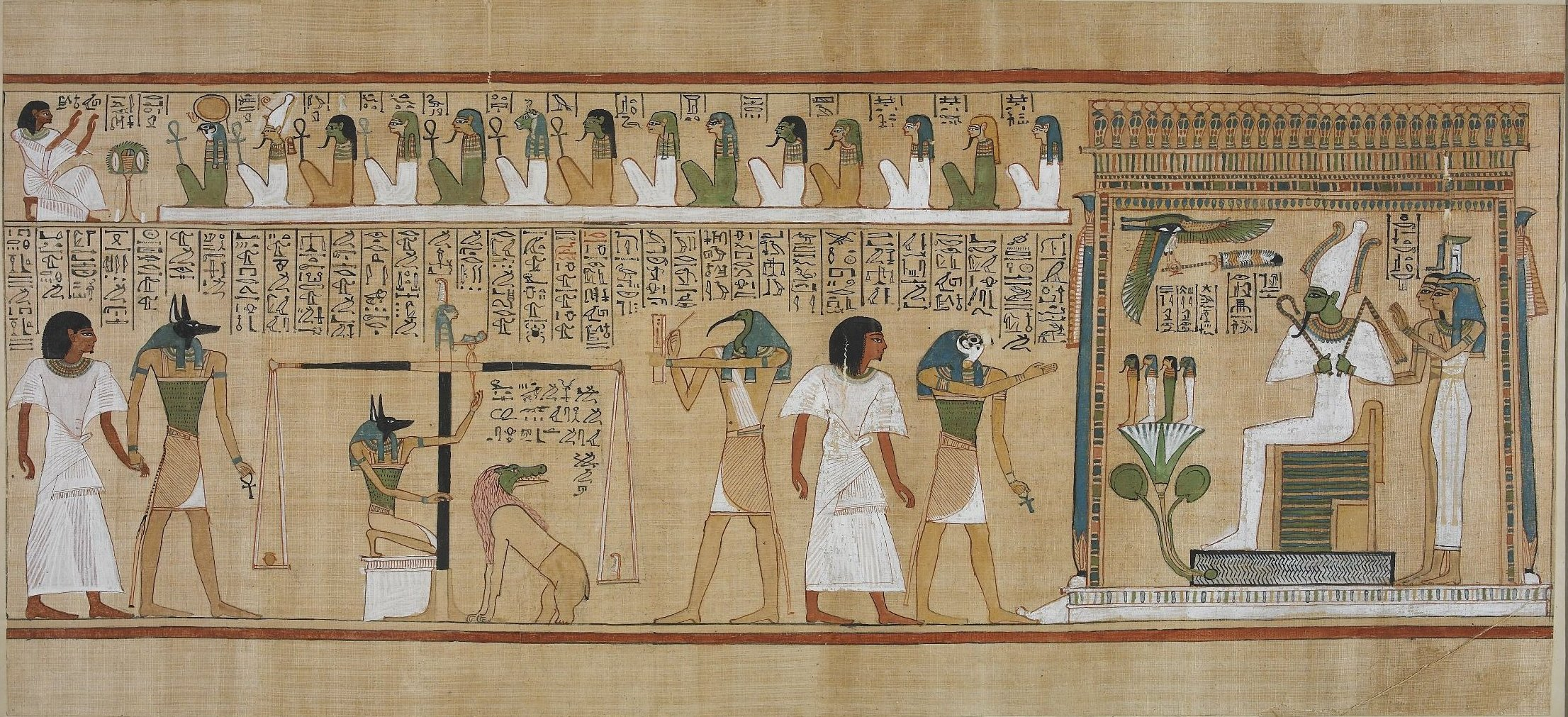
Un papyrus égyptien, le Papyrus de Hounefer.

Le papyrus (Pluriel latin: papyri) est un support d'écriture obtenu grâce à la transformation des tiges d’une plante africaine, également appelée papyrus (Cyperus papyrus), en une surface souple, lisse, de plusieurs mètres de long, facile à replier en rouleau . Il a été le support principal de l’écriture et de la peinture dans le bassin méditerranéen durant l’Antiquité et le Haut Moyen Âge.
La confection d’un feuillet de papyrus se fait à partir de la tige du souchet à papier (Cyperus papyrus). Après avoir écorcé la tige, des lamelles d’égale longueur sont coupées dans la moelle, écrasées et laissées à tremper dans l’eau. Elles sont ensuite disposées verticalement et horizontalement en deux couches pour former une feuille rectangulaire, qui après avoir été soumise à une forte pression pour en exprimer l’eau, est soigneusement séchée. Les feuillets sont collés entre eux pour former un rouleau de plusieurs mètres de long.
C’est une invention égyptienne qui remonte à environ 5 000 ans, soit presque trois millénaires avant l’invention du papier de fibres végétales fabriqué par une nouvelle technique d’origine chinoise, bien plus compliquée à mettre en œuvre mais utilisant des sources végétales plus abondantes et plus diversifiées. Le papyrus fut utilisé en Égypte et autour de la mer Méditerranée pendant plus de 4 000 ans, du plus ancien témoin trouvé dans une tombe de la première dynastie égyptienne jusqu’aux dernières bulles papales sur papyrus du XIe siècle.
D'abord véhicule de la culture pharaonique, il assura par la suite la large diffusion des cultures grecque, romaine, byzantine et arabe dans tout le bassin méditerranéen et au-delà.

## Fabrication des papyri
Les Égyptiens ont mis au point des techniques particulières qu'il est difficile de relater, car on ne peut utiliser que l’unique source littéraire qui ait été conservée sur le sujet, le texte de l’encyclopédiste romain du Ier siècle Pline l'Ancien, l’Histoire naturelle,. Il n’avait vraisemblablement jamais vu de ses propres yeux la fabrication d’un feuillet. La source d’où il tire ses informations reste inconnue et l’exégèse de son texte n’a toujours pas fini de se renouveler.
De manière générale, le principe de fabrication des feuilles (ou feuillets) de papyrus réside dans la superposition de fines lamelles découpées dans la tige de la plante, humidifiées, placées en couches entrecroisées et compressées. Un résumé des étapes de production d’une feuille (de 20 à 30 centimètres de haut) pourrait être,.
1. Couper la tige de papyrus à la longueur voulue, détacher l’écorce verte,
2. Trancher de fines lamelles dans la moelle, parallèlement à l’un des trois côtés de la tige,
3. Marteler et écraser les lamelles,
4. Laisser les lamelles dans de l’eau une (ou deux) semaine,
5. Déposer les lamelles sur un plan de travail mouillé d’eau du Nil, bord à bord, sans doute avec un léger chevauchement,
6. Recouvrir la première couche d’une seconde couche constituée de lamelles disposées perpendiculairement, de manière à obtenir une feuille,
7. Soumettre cette feuille de papyrus à une forte pression pour extraire l’eau et la faire sécher sans qu’elle ne moisisse.

Les étapes 3 et 4 ne sont pas mentionnées par Pline mais ont été introduites par les artisans contemporains qui produisent des feuilles de papyrus pour les touristes.
Les ateliers de papyrus ne produisaient pas de feuilles libres, mais des rouleaux qui constituaient l’unité commerciale. Pour les produire, il fallait assembler les feuilles produites par des joints collés (cf. les explications de Menei). Les scribes gardaient des stocks de rouleaux et non des stocks de feuilles. Quand un utilisateur avait besoin d’un petit morceau de papyrus pour écrire une lettre ou un contrat par exemple, il coupait un morceau dans le rouleau.
En Égypte, dans les textes en grec, le rouleau de papyrus était appelé biblos/byblos, tomos ou chartès et en latin volumen ; l’usage du nom papyros était quant à lui, réservé à la plante. Les feuillets assemblés par collage pour fabriquer un rouleau s’appelaient kollèmata.
Le sens de l’écriture à l’époque pharaonique est préférentiellement horizontal, parallèle aux fibres du recto. Cependant, on trouvait aussi des textes perpendiculairement aux bords horizontaux du rouleau.

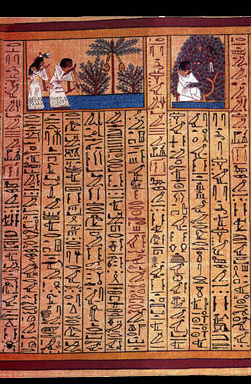
Formules 58 et 59 du papyrus d'Ani.
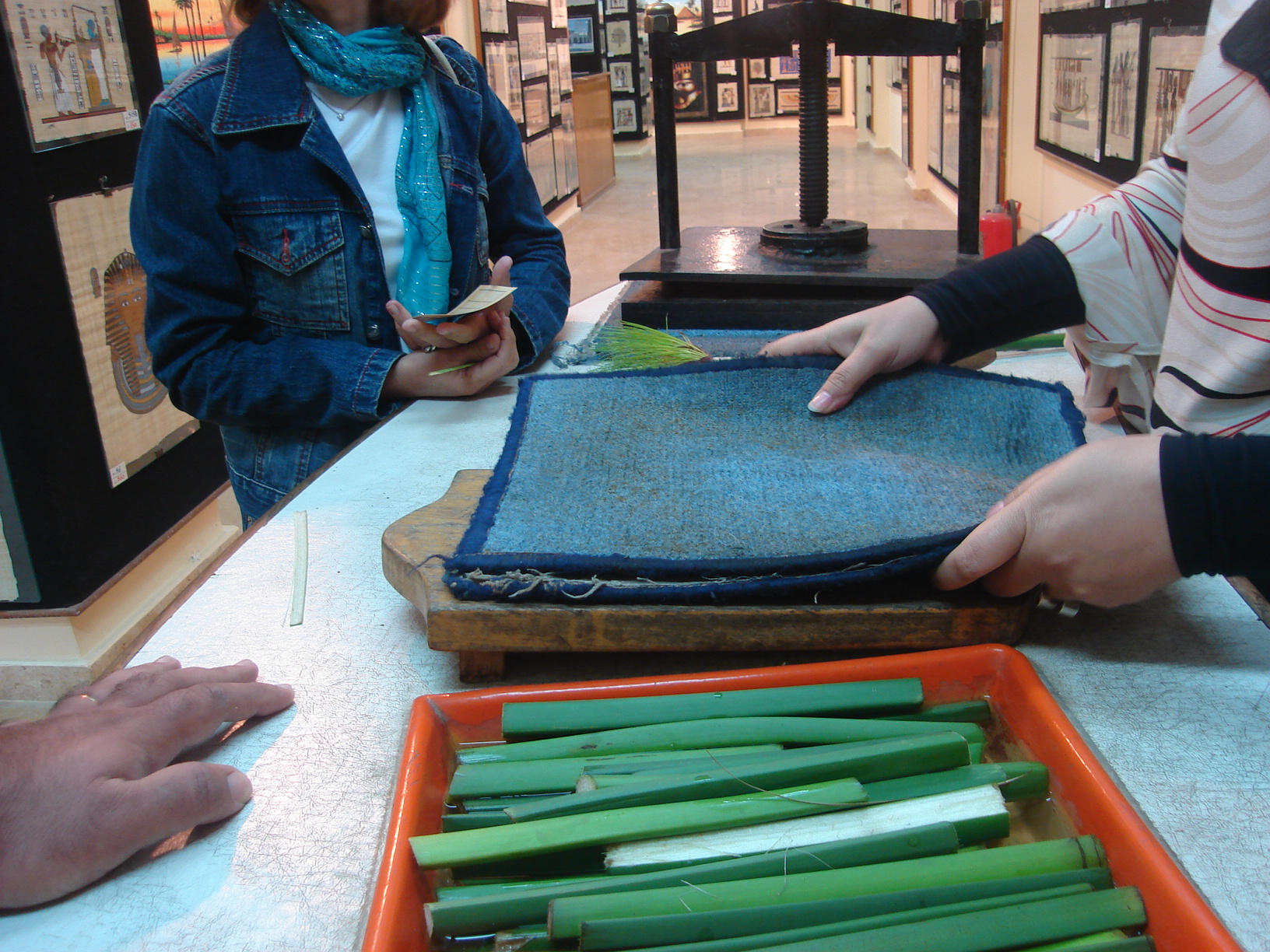
Fabrication moderne du papier à base de papyrus.
Différentes façons de découper les tiges pour les assembler.
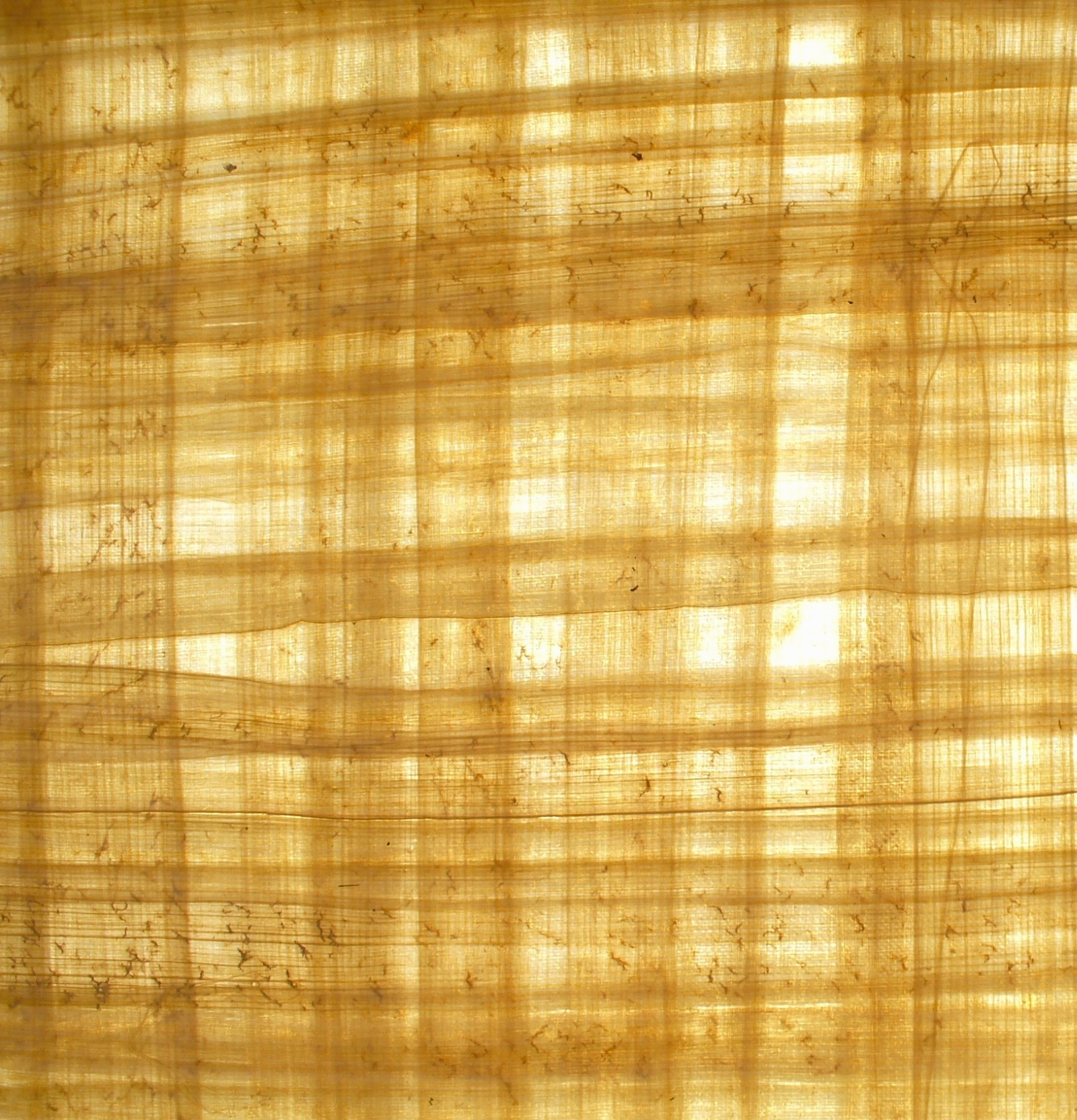
Feuille en papyrus du XXIe siècle.
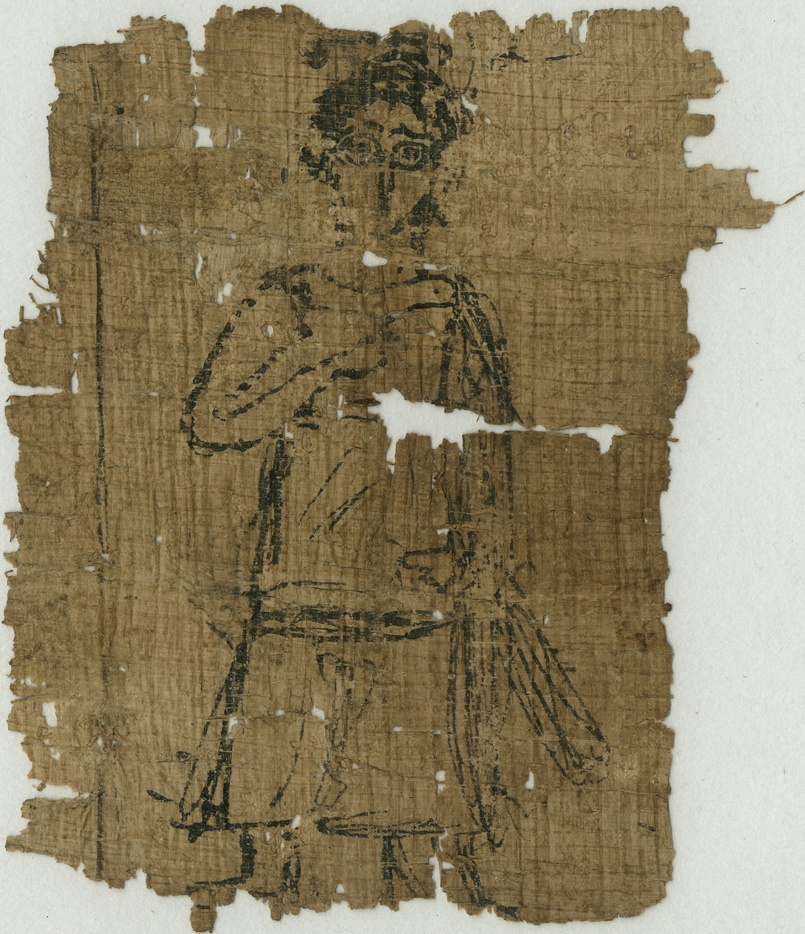
Fragment de papyrus du IIIe siècle.
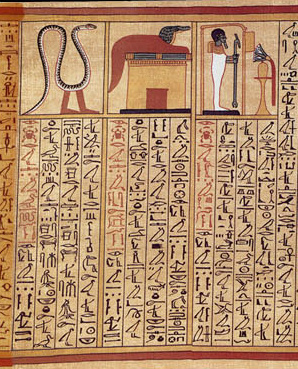
Les formules des transformations du papyrus d'Ani.

### Première étape: préparation des bandelettes

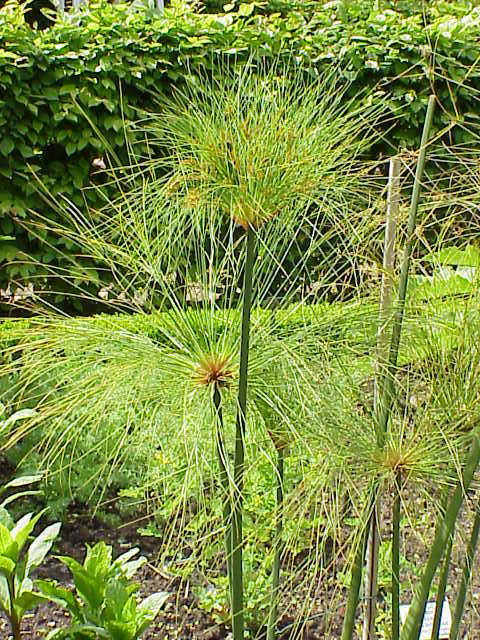
Cyperus papyrus.

La première étape de la fabrication des feuilles consistait à découper des bandes dans la tige de papyrus. Il fallait, selon Pline l'Ancien, utiliser une aiguille pour tailler des bandelettes minces et larges dans la tige de la plante. Selon lui, les meilleures bandes sont extraites du cœur de la tige (parce qu'elles sont plus humides et plus souples). Cependant, les termes de Pline sont flous. H. Ragab critique le texte de Pline dans lequel il remarque « beaucoup d’invraisemblances et d’incertitudes ». En effet, selon lui, ce texte ne parle pas du travail sur l’écorce avant le traitement, il ne précise pas que la plante doit être travaillée fraîche et qu’elle ne doit pas l’être quand elle trop mature.
Il existe de nombreuses méthodes pour le découpage des bandelettes : parmi elles, les méthodes Ragab A, Basile, Hendricks.

### Deuxième étape: assemblage des bandelettes

Le Nil Blanc et le Nil Bleu.

Selon Pline, les bandes découpées étaient étalées sur toute leur longueur dans le sens vertical puis horizontal sur une table humidifiée par l’eau du Nil. Pline remarque que ces bandes étaient égalisées, c'est-à-dire que, lors de l’assemblage de la première couche, les bandes étaient découpées de façon qu’aucun brin ne dépasse. Le limon naturellement présent dans l'eau du Nil agissait sur les bandes comme une colle (Pline, XIII, 23, 77. )
Aucune autre colle à proprement parler n'était utilisée. En effet, E. Menei a montré que, lors de la fabrication, tout était prévu pour permettre l'encollage des feuilles. En effet, elle a remarqué que les artisans égyptiens laissaient libre sur l’un des côtés du rectangle une frange de fibres horizontales.

### Troisième étape: séchage et finitions

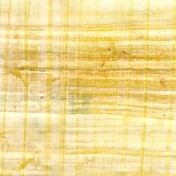
Gros plan de la texture du papyrus.

Pline (XIII, 23, 77) décrit brièvement l’étape du séchage. Les feuilles sont mises sous presse puis exposées au soleil afin de les faire sécher. Le pressage des feuilles joue un rôle important dans la consolidation des bandes de papyrus. Après cela, Pline affirme que l’étape du séchage est primordiale, parce qu’elle affecte la qualité du papyrus et , en particulier, sa capacité à retenir l’encre. Un séchage trop rapide peut être à l’origine d’odeurs et de moisissures. Une fois que la feuille de papyrus est suffisamment sèche, ses aspérités sont polies avec une dent ou un coquillage (voir illustration), mais avec modération, car une feuille trop polie devient trop lisse pour recueillir l’encre. Pourtant, tous les auteurs antiques ne partagent pas cet avis. Cicéron et Martial préfèrent des papyrus bien lisses pour écrire. Enfin, les feuilles que l’on appelle maintenant « kollema »,sont assemblées afin de former un rouleau.

### Quatrième étape: encollage

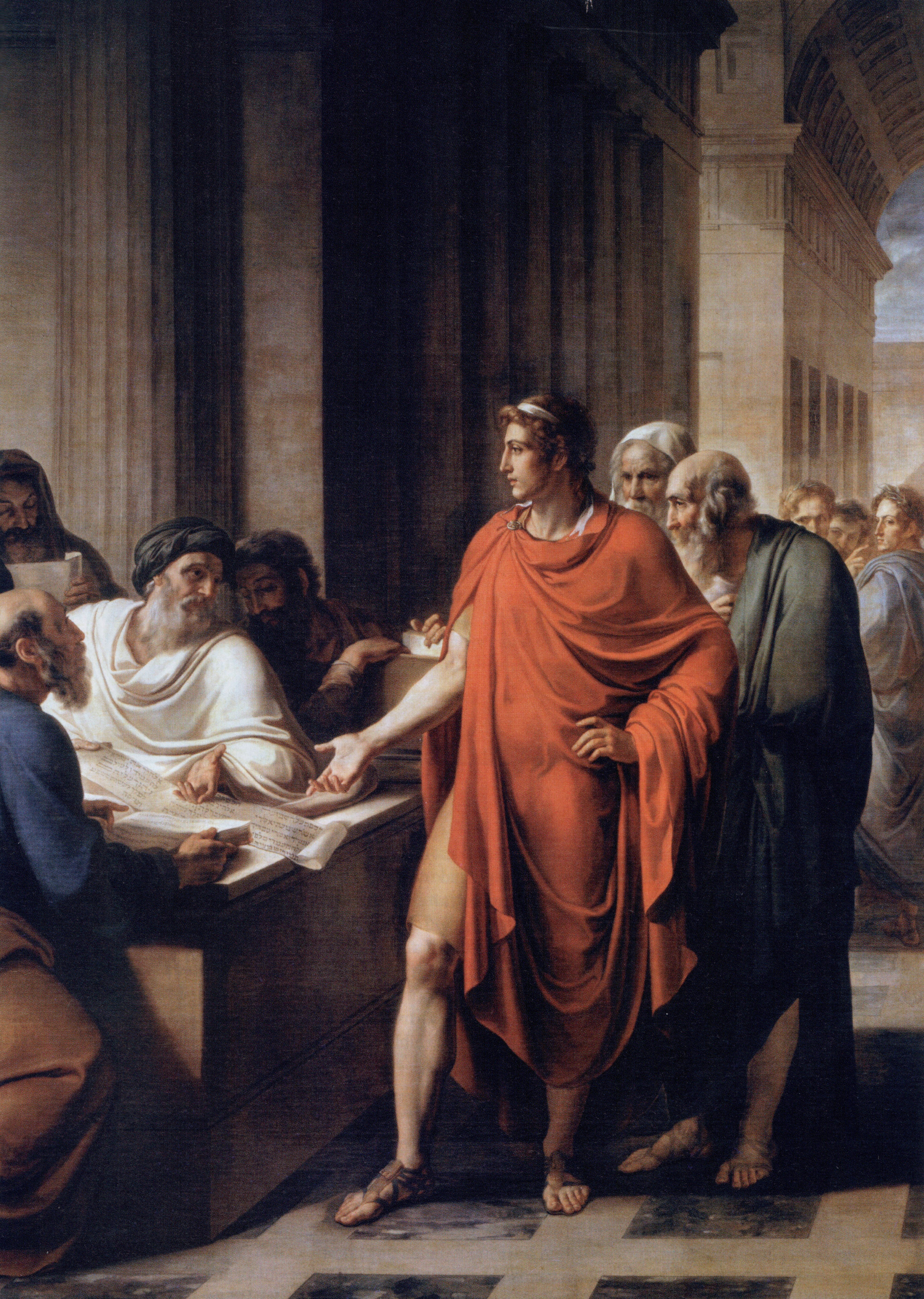
Ptolémée II examinant un rouleau de papyrus de Vincenzo Camuccini, 1813.

Pline (XIII, 23, 77) explique qu'il fallait vingt feuilles pour former un rouleau de papyrus. Il semble que les feuilles étaient le plus souvent assemblées avant l’écriture. Les chercheurs ont longtemps pensé que les feuilles n’étaient reliées qu'après l'écriture. G. Lafaye reprend cette thèse dans un article. Mais il devait être plus simple pour les copistes d'écrire directement sur le rouleau déroulé et déjà assemblé. En effet, on remarque que certains copistes écrivent grâce à des calames sur les joints des feuilles. Cela montre aussi que le papyrus était vendu par rouleaux et non par feuilles.
Pline décrit le procédé d’encollage. Les artisans utilisaient une colle fabriquée à base de farine délayée dans de l’eau bouillante et agrémentée de quelques gouttes de vinaigre. Il était aussi possible d’utiliser une colle faite avec de la mie de pain bouillie. Ces colles devaient respecter la souplesse du papyrus et relier avec flexibilité les différentes feuilles entre elles. On posait la colle à la jointure de deux feuilles, puis on amincissait cette zone à l’aide d’un maillet. Les jointures étaient presque invisibles, et il était même possible d’écrire dessus. E. Menei a pu, grâce à l’observation minutieuse de nombreux papyrus antiques, montrer le savoir-faire et l’habileté des fabricants antiques.

## Histoire des papyrus
L’usage du papyrus pour l'écriture s’étale sur plus de 4 000 ans, du plus ancien témoin trouvé dans une tombe de Saqqarah au début du IIIe millénaire avant l'ère commune jusqu’aux dernières bulles papales sur papyrus du XIe siècle.
D'abord véhicule de la culture pharaonique, il assura par la suite la large diffusion des cultures grecque, romaine, byzantine et arabe dans tout le bassin méditerranéen et au-delà. Il fut adopté par l’administration hors d’Égypte, en Grèce, au Proche Orient, en Italie et en France, moyennant l’importation de rames de papyrus (carta tomi) d’Égypte. Il servit aussi de véhicule à la littérature philosophique, scientifique et religieuse de cette aire culturelle et c’est en général sur papyrus que les plus anciennes copies de ces œuvres nous sont parvenues. Le parchemin supplanta le papyrus en France dans les années 670 et plus de trois siècles plus tard à Rome, avec le dernier acte pontifical sur papyrus du pape Léon IX en 1051.

## Utilisation et mise en forme générale des papyrus
D'abord utilisé pour transcrire l'oral, le papyrus est resté durant l'Antiquité très dépendant de celui-ci. Mais les Égyptiens, puis les Grecs et les Romains ont progressivement pris conscience qu'il était bien plus qu’une simple transcription d’une parole orale.
Les papyrus, sous la coupe de l'État dès l'Ancien Empire, étaient exportés dans tout le bassin méditerranéen. En raison de leur prix élevé, ils étaient souvent grattés pour pouvoir être réutilisés, formant alors ce que l'on appelle des palimpsestes.

### Mise en forme régulière des papyrus

#### Qualités des papyrus

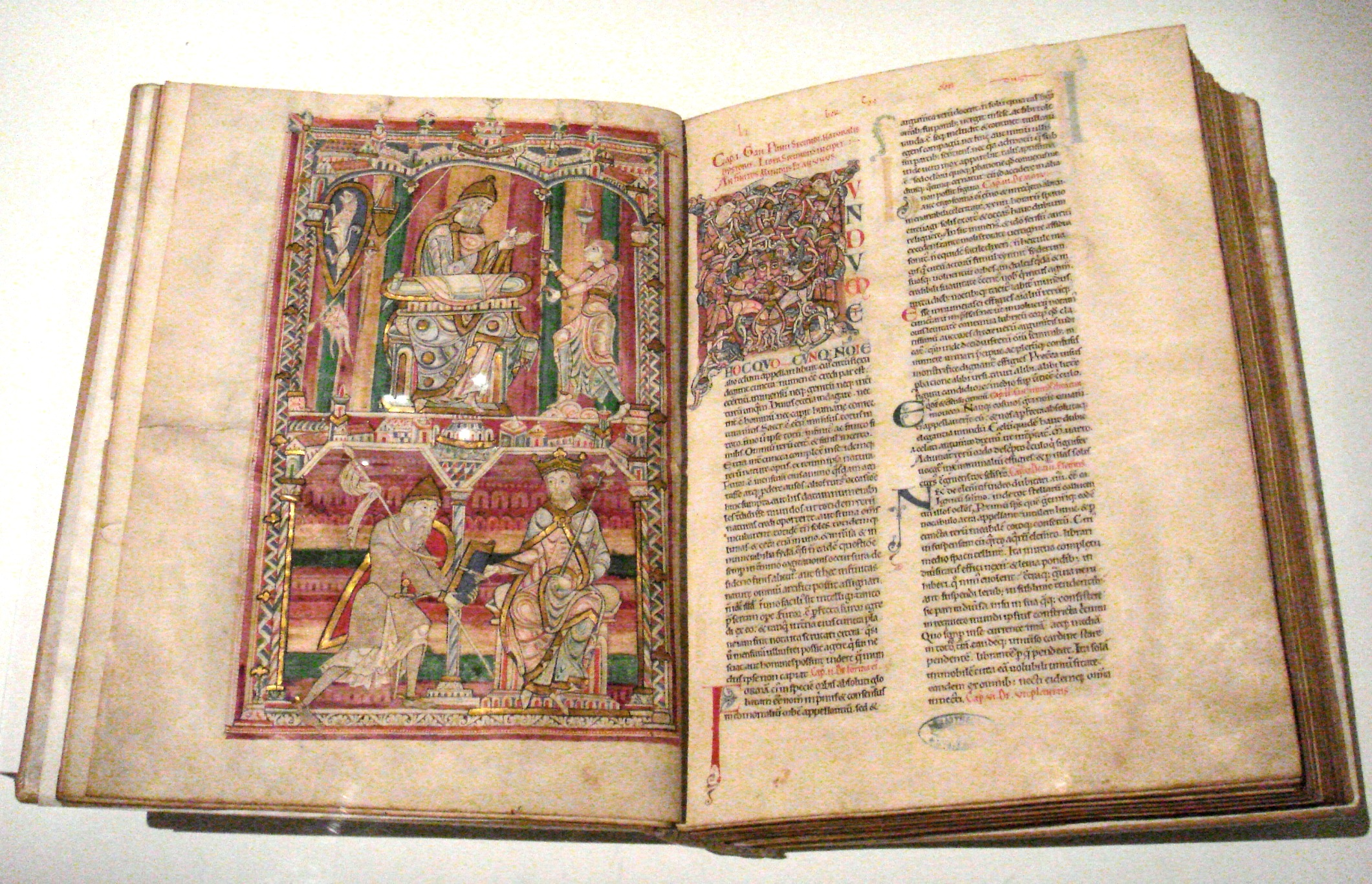
Histoire Naturelle de Pline l'Ancien (manuscrit du milieu du XIIe siècle, coll. de l'Abbaye de Saint-Vincent du Mans, France).

Il existait diverses qualités de papyrus. Pline cite toutes les catégories de papyrus.
1. L'auguste et le livie, encore plus fins et plus larges que le hiératique, n'apparaissent que sous l'Empire. Tous deux mesuraient treize doigts de large, soit 24,05 cm[12].
2. Le hiératique est le plus beau et le plus fin. Il était appelé ainsi car il était utilisé pour les textes sacrés. Il mesurait onze doigts[14], c'est-à-dire 20,35 cm[12].
3. L'amphithéâtrique doit son nom au fait qu'il était fabriqué près de l'amphithéâtre d'Alexandrie. Sa largeur était de neuf doigts, soit 16,65 cm[12].
4. Le saïtique est nommé ainsi car il venait de Saïs. Il faisait de sept à huit doigts de largeur, c'est-à-dire de 12,95 à 14,80 cm[12]. Il était de qualité médiocre, car il était fabriqué à partir des déchets restant de la composition de plus beaux papyrus.
5. Le taénéotique était de mauvaise qualité et vendu au poids.
6. L'emporitique n’était pas utilisé pour l'écriture, mais pour l'emballage des marchandises.

Pline estime qu'un rouleau pouvait contenir vingt feuilles. B. Legras a remarqué qu’il y avait souvent un lien entre la longueur des rouleaux et le genre littéraire du texte.

#### Organisation du contenu des papyrus

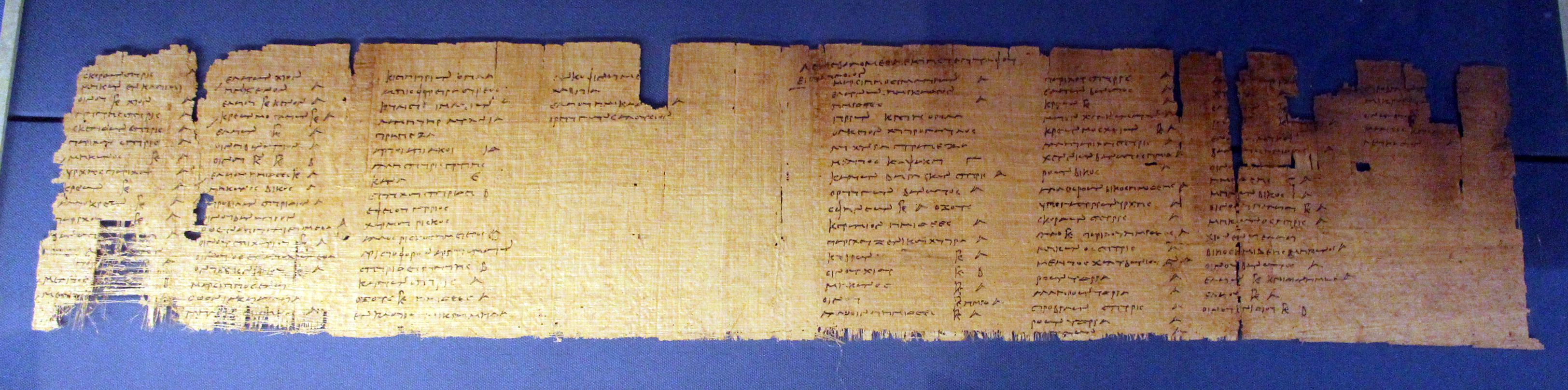
Texte disposé en colonnes, sur un rouleau pouvant faire plusieurs mètres.

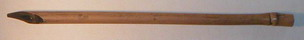
Calame de bambou.

On peut décrire la mise en forme du contenu grâce aux différents papyrus connus et analysés à ce jour. Les hommes de l’Antiquité écrivaient généralement sur la partie interne des papyrus, dans laquelle les fibres sont disposées horizontalement. De cette manière, le calame n’accrochait pas les fibres. Le texte était disposé par colonnes appelées selis. Seuls des documents officiels de la République romaine appelés transversa charta étaient écrits sur toute la longueur du rouleau, c’est-à-dire sur des lignes parallèles au petit côté du rouleau, en colonnes. Ces colonnes étaient parfois numérotées dans la marge du haut ou du bas. Le titre était indiqué sur la première page du rouleau, appelée prôtokollon. On constate également qu’au bas de la dernière colonne, sur la dernière page, appelée eskatokollon, on trouvait un colophon où le copiste précisait le titre de l’ouvrage, le nombre de feuillets et le nombre de colonnes. Parfois, des titres de chapitres, appelés rubrica, étaient inscrits à l’encre rouge.
Le texte était noté sans séparation entre les mots, sans majuscules et sans ponctuation (système scriptio continua).

### Utilisations

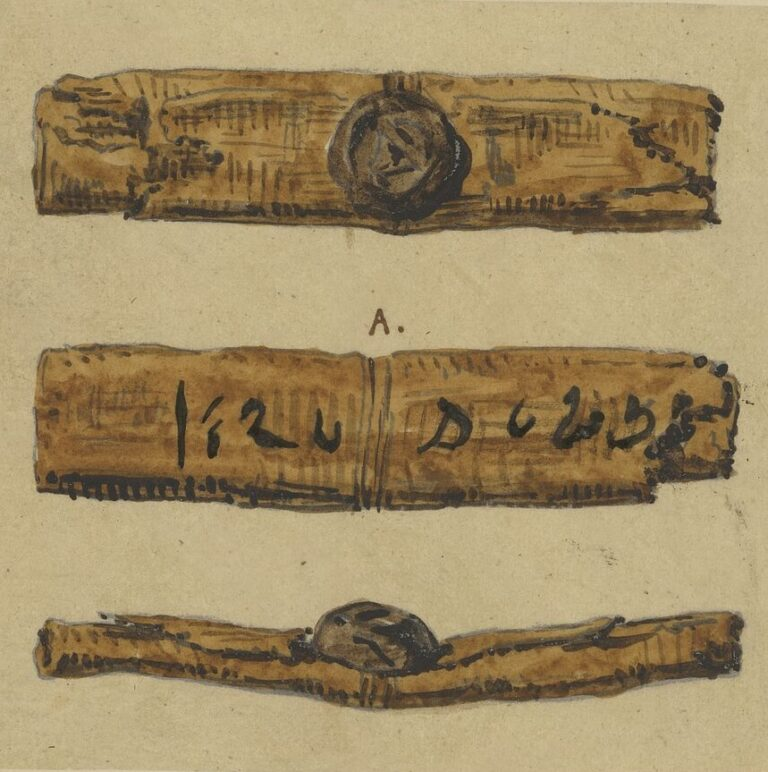
Aquarelle collée sur le carton du papyrus Égyptien 214, une lettre en démotique datant du avant J.-C., avec trois vues du papyrus encore roulé, avec son sceau et lien.

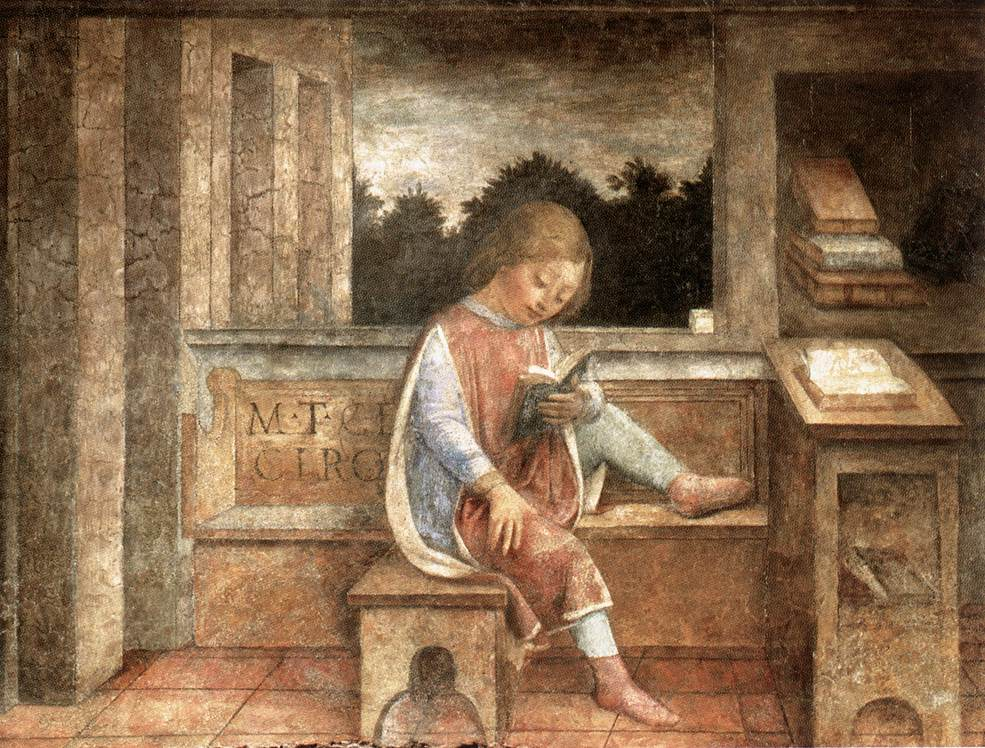
Le Jeune Cicéron lisant, fresque de Vincenzo Foppa de Brescia, vers 1464.

Durant l'époque romaine, l'Égypte avait le monopole de la production de papyrus dans tout l'empire. Ce produit de grande consommation ne servait pas seulement comme support d'écriture (livres, registres fiscaux, actes notariés, correspondance), mais aussi pour la fabrication des mèches de chandelles, ou pour emballer de la nourriture.
Les papyrus ont été employés dans différents domaines :
- Littérature (prose, poésie, théâtre) ;
- Correspondance (notamment celle de Cicéron) ;
- Actes législatifs (lois, transactions, baux, actes de propriété, taxes) ;
- Comptes et inventaires (Aristophane et usage du grammateion).

En Europe son usage se fait de plus en plus rare dans les siècles suivant la fin de l'Empire romain d'Occident pour n'être plus guère utilisé que par le pouvoir royal au VIIe siècle, puis seulement par le Pape qui lui-même cesse de s'en servir au début du XIe siècle.

### Pratique de la lecture
Un papyrus se lit à deux mains, chacune tenant un bout du document. L’iconographie offre de nombreuses illustrations de cette activité, et on peut remarquer sur ces dessins les positions de lecture adoptées. Traditionnellement, il semble que le lecteur tenait le rouleau dans sa main gauche et qu’il le déroulait avec sa main droite. Puis, au fil de la lecture, la main gauche réenroulait tandis que la droite déroulait. Lorsque l’ouvrage était achevé, il fallait réenrouler le document jusqu’au début pour le lecteur suivant. Il semble que les lecteurs de l’Antiquité procédaient toujours d’une façon identique. L’usage était de lire le papyrus à voix haute, car il fallait déchiffrer un texte écrit en scriptio continua[réf. nécessaire]. Par exemple, saint Augustin est surpris de voir saint Ambroise lire silencieusement.

### Déclin de l'utilisation des papyrus
Les Grecs et les Romains, d'abord consommateurs du papyrus, sont devenus de véritables acteurs de son développement. En effet, ils ont repris l’organisation mise en place par les Égyptiens. Toutefois, le fait que le papyrus n’ait été fourni que par l’Égypte semble avoir posé des problèmes, puisque les hommes de l’Antiquité ont tenté de développer et d’améliorer d’autres supports de l’écrit, comme le parchemin.
Petit à petit, le commerce du papyrus se fait plus difficilement, et ce matériau est supplanté en Europe occidentale par le parchemin, fabriqué à partir de peaux généralement d'agneau, mais aussi de veau ou de chevreau. Le parchemin s'impose progressivement pour tous les actes écrits, soit lorsque les voies d'importation de papyrus vers l'Europe sont bloquées à la suite de l'expansion de l'islam au milieu du VIIIe siècle, soit parce que la production de parchemin est moins chère, locale, et que ce support se conserve mieux. Cependant, le papyrus était encore utilisé par la chancellerie papale au milieu du IXe siècle.
Le parchemin resta le principal support de l'écrit durant une bonne partie du Moyen Âge, mais fut à son tour progressivement remplacé par le papier, d'invention chinoise, qui pénètra en Sicile et en Espagne au cours du XIIe siècle et devint indispensable à la fabrication des livres imprimés.

## Conservation des papyrus
Dans les climats secs, comme en Égypte, le papyrus se conserve convenablement, mais, dès qu'il est exposé à l'humidité, sa structure se désagrège et l'encre se diffuse dans les fibres végétales, comme ce fut le cas pour les manuscrits importés en Grèce et en Italie. Certains exemplaires bien conservés ont été retrouvés en Égypte, comme les papyrus d'Éléphantine, et les découvertes d'Oxyrhynque ou de Nag Hammadi. À Herculanum, la « Villa des Papyrus », qui contient la bibliothèque du beau-père de Jules César, fut préservée par l'éruption du Vésuve, et possède de nombreux papyrus intéressants, qui pour la grande majorité n'ont pas encore été déchiffrés.
Le rouleau de papyrus le plus ancien qui nous soit parvenu provient de Saqqarah et date de 2900 avant notre ère. On n'a toutefois pas découvert de papyrus grecs antérieurs au IVe siècle avant notre ère. Les documents antérieurs qui n'avaient pas été copiés sur parchemin sont donc perdus.

## Papyrus connus
Voici une liste des papyrus égyptiens les plus connus. Il s'agit d'une liste non exhaustive, à laquelle on peut facilement ajouter le papyrus d'Ipou-Our, le papyrus d'Astarté, le papyrus Revenue Laws, le papyrus de Milan, le papyrus pascal, le papyrus Hood.
| \| Nécropole royale d'Abousir \| Localisation de la nécropole royale d'Abousir en Basse-Égypte. |
| Nécropole royale d'Abousir                                                                      |

| Nécropole royale d'Abousir |

| \| Thèbes \| Localisation de Thèbes. |
| Thèbes                               |

| Thèbes |

| \| El-Lahoun \| Localisation d'El-Lahoun. |
| El-Lahoun                                 |

| El-Lahoun |

| \| Thèbes \| Localisation de Thèbes. |
| Thèbes                               |

| Thèbes |

| \| Thèbes \| Localisation de Thèbes. |
| Thèbes                               |

| Thèbes |

| \| île Éléphantine \| Localisation de l'île Éléphantine. |
| île Éléphantine                                          |

| île Éléphantine |

| \| Deir el-Bahari \| Localisation du complexe funéraire de Deir el-Bahari en Basse-Égypte. |
| Deir el-Bahari                                                                             |

| Deir el-Bahari |

| \| île Éléphantine \| Localisation de l'île Éléphantine. |
| île Éléphantine                                          |

| île Éléphantine |

| \| Villa des Papyrus \| La villa des Papyrus |
| Villa des Papyrus                            |

| Villa des Papyrus |

| \| Akhmîm \| Localisation de la tombe chrétienne d'Akhmîm en Haute-Égypte. |
| Akhmîm                                                                     |

| Akhmîm |

| \| Oxyrhynque \| Localisation d'Oxyrhynque en Égypte. |
| Oxyrhynque                                            |

| Oxyrhynque |

| \| Oxyrhynque \| Localisation d'Oxyrhynque en Égypte. |
| Oxyrhynque                                            |

| Oxyrhynque |

Le Journal de bord du prêtre Tehuti Merer est un matériau précieux comprend des informations sur l'extraction du calcaire, son transport sur le Nil jusqu'au chantier de Gizeh, où il a probablement été utilisé pour la couche extérieure de la Grande Pyramide. Il confirme également que la pyramide était au stade final de construction de la dernière année de Khéops, et identifie le rôle du demi-frère du roi, Ânkhkhâf, qui était chargé de cette dernière phase.